# 若林麻衣子
若林 麻衣子（わかばやし まいこ、1979年10月9日 - ）は、FBS福岡放送のアナウンサー。広島県広島市出身。

## 人物・経歴
実妹は女優・タレントとして活動していた若林翔子（元・東北楽天ゴールデンイーグルス：梅津智弘投手夫人）。
2002年、広島市立大学国際学部を卒業。大学在学中の2000年4月から2002年3月まで、地元の中国放送(RCC)ラジオで日曜日22:00から24:00まで放送されていた夜のワイド番組『ラジON・ファンキーモンキーオッキー』でアシスタントを務めていたほか、それ以前にも単発スペシャル番組などに出演していた。ちなみに、『ラジON』の当時のメインパーソナリティは、現在九州朝日放送(KBC)に在籍する沖繁義。
大学卒業後、FBSに入社。入社当初より『めんたいワイド』に出演。川上泰生らと天神のイムズ前の中継を担当したほか、FBSの本社移転後は金曜のスタジオ司会も担当していた。番組担当以外にも、FBSの地上デジタル放送推進大使を務め、CMで他局にも登場していた。
私生活では、2005年に電通のグループ会社に勤務する男性と結婚し、翌2006年に妊娠。同年9月で産休に入り、地デジ大使や『めんたい』金曜日のスタジオ司会は後輩である仲谷亜希子に譲った。11月15日、男児を出産。
約1年の育児休暇を経て、2007年9月18日から、ニュース要員として仕事を再開し、10月1日から、『めんたいワイド』に司会として復帰した。金曜日は引き続き仲谷担当となるので、月曜日から木曜日までのニュース以外の進行を担当したが、2008年4月からは『めんたい』の進行を後輩アナウンサーの伊藤舞に譲り、中継担当に戻った（と同時に『ズームイン!!SUPER』の福岡・佐賀地区キャスターに就任した）。
2009年、第2子を妊娠したため、9月からレギュラー番組の担当から外れ、長女出産に伴い約1年育児休暇を取った。2011年3月より仕事に復帰し、3月2日のめんたいワイドの中継でテレビ画面に戻ってきた。
2023年3月31日を以ってめんたいワイドを卒業し、合わせて4月3日よりバリはやっ!ZIP!のメインキャスターに就任する事を3月24日放送のめんたいワイドで発表した。

## 出演番組

### 現在
- めんたいワイド
断続的に司会・リポーターなどを担当した。産休明けは番組リニューアルに伴い、ニュース担当。
- FBS NEWS
- バリはやっ!ZIP（2023年4月3日 - ）メインキャスター

### 過去
- NEWS5ちゃん メインキャスター
- ズームイン!!SUPER（福岡・佐賀地区リポーター、2008年4月 - 2009年8月）
- エコスイッチ
- NEWSめんたいPlus（2015年3月30日 - 2019年6月28日）メインキャスター